# جوليو تشيزاري تاسوني
جوليو تشيزاري تاسوني (بالإيطالية: Giulio Cesare Tassoni)‏ (و. 1859- ت.1942) هو قائد عسكري إيطالي. تولى حكم مستعمرة طرابلس الإيطالية لبعضة أشهر عام 1915.
قاد الفيلق الإيطالي الرابع في معركة إيسونزو السادسة [الإنجليزية] عام 1916 أيام الحرب العالمية الأولى. كما قاد في وقت لاحق الجيش السابع في معركة فيتوريو فينيتو.